# Élections législatives de 2007 en Corse-du-Sud
Les élections législatives françaises de 2007 se déroulent les 10 et 17 juin 2007. Dans le département de la Corse-du-Sud, deux députés sont à élire dans le cadre de deux circonscriptions.

## Élus
| Circonscription | Député sortant         | Parti | Parti | Député élu ou réélu    | Parti | Parti |
| --------------- | ---------------------- | ----- | ----- | ---------------------- | ----- | ----- |
| 1re             | Simon Renucci          |       | CSD   | Simon Renucci          |       | CSD   |
| 2e              | Camille de Rocca Serra |       | UMP   | Camille de Rocca Serra |       | UMP   |

## Résultats

### Résultats au niveau départemental
| Parti                                            | Parti                             | Premier tour | Premier tour | Second tour | Second tour | Sièges |
| Parti                                            | Parti                             | Voix         | %            | Voix        | %           | Sièges |
| ------------------------------------------------ | --------------------------------- | ------------ | ------------ | ----------- | ----------- | ------ |
|                                                  | Union pour un mouvement populaire | 23 607       | 42,92        | 13 424      | 45,74       | 1      |
|                                                  | Divers droite                     | 2 871        | 5,22         |             |             | 1      |
|                                                  | Majorité présidentielle           | 26 478       | 48,15        | 13 424      | 45,74       | 1      |
|                                                  |                                   |              |              |             |             |        |
|                                                  | Divers gauche                     | 8 606        | 15,65        | 15 922      | 54,26       | 1      |
|                                                  | Parti communiste français         | 5 196        | 9,45         |             |             | 0      |
|                                                  | Parti socialiste                  | 2 329        | 4,23         | 0           |             |        |
|                                                  | Gauche parlementaire              | 16 131       | 29,33        | 15 922      | 54,26       | 1      |
|                                                  |                                   |              |              |             |             |        |
|                                                  | Régionaliste                      | 9 181        | 16,69        |             |             | 0      |
|                                                  | Front national                    | 1 879        | 3,42         | 0           |             |        |
|                                                  | Génération écologie               | 937          | 1,70         | 0           |             |        |
|                                                  | Mouvement national républicain    | 203          | 0,37         | 0           |             |        |
|                                                  | Lutte ouvrière                    | 187          | 0,34         | 0           |             |        |
|                                                  |                                   |              |              |             |             |        |
| Inscrits                                         | Inscrits                          | 94 413       | 100,00       | 44 709      | 100,00      | 2      |
| Abstentions                                      | Abstentions                       | 38 623       | 40,91        | 14 710      | 32,9        |        |
| Votants                                          | Votants                           | 55 790       | 59,09        | 29 999      | 67,1        |        |
| Blancs et nuls                                   | Blancs et nuls                    | 794          | 1,42         | 653         | 2,18        |        |
| Exprimés                                         | Exprimés                          | 54 996       | 98,58        | 29 346      | 97,82       |        |
| Source : Ministère de l'Intérieur - Corse-du-Sud |                                   |              |              |             |             |        |

### Résultats par circonscription

#### Première circonscription (Ajaccio)
| Candidat       | Candidat                    | Parti          | Premier tour | Premier tour | Second tour | Second tour |  |
| Candidat       | Candidat                    | Parti          | Voix         | %            | Voix        | %           |  |
| -------------- | --------------------------- | -------------- | ------------ | ------------ | ----------- | ----------- |  |
|                | Philippe Cortey             | UMP            | 8 915        | 34,03        | 13 424      | 45,74       |  |
|                | Simon Renucci sortant réélu | CSD (PS)       | 8 606        | 32,85        | 15 922      | 54,26       |  |
|                | Jacques Billard             | Divers droite  | 2 871        | 10,96        |             |             |  |
|                | Jean-Marie Poli             | Régionaliste   | 2 754        | 10,51        |             |             |  |
|                | Paul-Antoine Luciani        | PCF            | 1 455        | 5,55         |             |             |  |
|                | Olivier Martinelli          | FN             | 1 109        | 4,23         |             |             |  |
|                | Gustave Tallarico           | GÉ             | 414          | 1,58         |             |             |  |
|                | Yves Daïen                  | LO             | 77           | 0,29         |             |             |  |
|                |                             |                |              |              |             |             |  |
| Inscrits       | Inscrits                    | Inscrits       | 44 702       | 100,00       | 44 709      | 100,00      |  |
| Abstentions    | Abstentions                 | Abstentions    | 18 188       | 40,69        | 14 710      | 32,9        |  |
| Votants        | Votants                     | Votants        | 26 514       | 59,31        | 29 999      | 67,1        |  |
| Blancs et nuls | Blancs et nuls              | Blancs et nuls | 313          | 1,18         | 653         | 2,18        |  |
| Exprimés       | Exprimés                    | Exprimés       | 26 201       | 98,82        | 29 346      | 97,82       |  |

#### Deuxième circonscription (Sartène - Porto-Vecchio)
|                | Camille de Rocca Serra sortant réélu | UMP            | 14 692 | 51,02  |  |  |  |
|                | Jean-Christophe Angelini             | PNC            | 4 185  | 14,53  |  |  |  |
|                | Dominique Bucchini                   | PCF            | 3 741  | 12,99  |  |  |  |
|                | Marie-Jeanne Boschi-Andreani         | PS             | 2 329  | 8,09   |  |  |  |
|                | Paul Quastana                        | Régionaliste   | 2 242  | 7,79   |  |  |  |
|                | Guy Mariaggi                         | FN             | 770    | 2,67   |  |  |  |
|                | Pierre-Noël Tucci                    | GÉ             | 523    | 1,82   |  |  |  |
|                | Joséphine Sivkovich                  | MNR            | 203    | 0,70   |  |  |  |
|                | Nathalie Laclau                      | LO             | 110    | 0,38   |  |  |  |
|                |                                      |                |        |        |  |  |  |
| Inscrits       | Inscrits                             | Inscrits       | 49 711 | 100,00 |  |  |  |
| Abstentions    | Abstentions                          | Abstentions    | 20 435 | 41,11  |  |  |  |
| Votants        | Votants                              | Votants        | 29 276 | 58,89  |  |  |  |
| Blancs et nuls | Blancs et nuls                       | Blancs et nuls | 481    | 1,64   |  |  |  |
| Exprimés       | Exprimés                             | Exprimés       | 28 795 | 98,36  |  |  |  |